# 瓦西里·科托夫
瓦西里·阿法纳西耶维奇·科托夫（俄语：Василий Афанасьевич Котов，1885年—1937年5月26日）他是全联盟共产党（布尔什维克）中央组织局候补委员、莫斯科党委书记，1936年被枪杀，1958年平反恢复党籍。